# تلخه‌دان (بهمئی)
تلخه‌دان (بهمئی)، روستایی از توابع بخش بهمئی گرمسیری شهرستان بهمئی در استان کهگیلویه و بویراحمد ایران است.

## جمعیت
این روستا در دهستان سرآسیاب یوسفی قرار دارد و براساس سرشماری مرکز آمار ایران در سال ۱۳۸۵، جمعیت آن ۱۱۴ نفر (۲۳خانوار) بوده‌است.